# Krośnice (Neder-Silezië)
Krośnice (Duits: Kraschnitz) is een dorp in het Poolse woiwodschap Neder-Silezië, in het district Milicki. De plaats maakt deel uit van de gemeente Krośnice en telt 1800 inwoners.